# Ratan Tata
Ratan Naval Tata (Mumbai, 28 dicembre 1937 – Mumbai, 9 ottobre 2024) è stato un imprenditore indiano, presidente e principale azionista di Tata Group, la più grande azienda privata indiana che guidò per 21 anni. Tra le aziende acquisite sotto la sua guida al di fuori dell'India figurano le case automobilistiche britanniche Jaguar e Land Rover, il colosso europeo dell'acciaio Corus, l'azienda di tè Tetley, il network Tyco Global.
Ricevette due dei più alti premi civili dell'India, il Padma Vibhushan (2008) e il Padma Bhushan (2000).

## Biografia
Nipote di Jamshedji Tata, fondatore del gruppo nonché discendente di una famiglia di antica origine parsi, crebbe con i nonni a Mumbai dopo il divorzio dei genitori, avvenuto quando aveva sette anni. Dopo gli studi superiori compiuti in India, si laureò alla Cornell University di Ithaca, negli USA.
Nel dicembre del 1962 entrò in azienda, con un ruolo dirigenziale presso le acciaierie del gruppo a Jamshedpur. Successivamente ricoprì diversi incarichi in altre società di Tata Group, come la Nelco e la Empress Mills. Nel 1981 divenne presidente di Tata Industries e nel 1991 di tutta la holding: durante la sua guida furono acquistati rami d'azienda particolarmente significativi a livello internazionale, come la ditta automobilistica Jaguar Land Rover e la seconda azienda mondiale produttrice di tè, la Tetley.
Nel 2012 lasciò la presidenza per poi esserlo di nuovo, ad interim, da ottobre 2016 a febbraio 2017.
Tata morì all'età di 86 anni il 9 ottobre 2024, si trovava in terapia intensiva in un ospedale di Mumbai, dove era stato ammesso pochi giorni prima, ufficialmente per una serie di test.

## Vita privata
Non si sposò mai. Nel 2011 dichiarò infatti: "Mi sono avvicinato al matrimonio quattro volte e ogni volta mi sono tirato indietro per paura o per un motivo o per l'altro".